# Hinako Tomitaka
Hinako Tomitaka (21 september 2000) is een Japanse freestyleskiester.

## Carrière
Bij haar wereldbekerdebuut, in december 2015 in Ruka, eindigde Tomitaka direct op de zesde plaats. Op de wereldkampioenschappen freestyleskiën 2019 in Park City eindigde de Japanse als achtste op zowel het onderdeel moguls als het onderdeel dual moguls.

## Resultaten

### Wereldkampioenschappen
| Jaar | Plaats    | Resultaten               |
| ---- | --------- | ------------------------ |
| 2019 | Park City | 8e Dual Moguls 8e Moguls |

### Wereldbeker
Eindklasseringen
| Seizoen   | Algm | MO  |
| --------- | ---- | --- |
| 2015/2016 | 108e | 24e |
| 2016/2017 | 208e | 44e |
| 2017/2018 | 129e | 24e |
| 2018/2019 | 43e  | 9e  |
| 2019/2020 | 63e  | 12e |